# کلرمتیازول

ساختمان شیمیایی کلرمتیازول

کلرمتیازول (انگلیسی: Clomethiazole) دارویی است که از موارد استعمال آن می‌توان به هیجان و بیقراری مخصوصاً مانی حاد و پسیکوز سالمندان، بیخوابی و اپی‌لپسی استاتوس اشاره کرد.

## عوارض جانبی
از جمله عوارض ناشی از مصرف این دارو احساس سوزش در بینی و عطسه، هیپوتانسیون جزئی و موقتی، فلبیت سطحی است.